# Mihail Kogălniceanu International Airport
Mihail Kogalniceanu Airport (IATA-code CND) ligt 26 km ten noorden van de Roemeense stad Constanta. De luchthaven is vernoemd naar Mihail Kogălniceanu (1817-1891).
Er zijn directe vluchten vanuit onder andere Milaan, Athene, Parijs, Brussel en Düsseldorf.
Tijdens het begin van de tweede Golfoorlog werd het vliegveld gemoderniseerd, omdat er Amerikaanse soldaten waren gelegerd.

## Luchtmachtbasis
Een 2-tal kilometer westelijk van de luchthaven ligt de gelijknamige luchtmachtbasis, officieel de Baza 57 Aeriană "Căpitan Aviator Constantin Cantacuzino (“Vliegbasis 57 Kapitein-vliegenier Constantin Cantacuzino”). Het is de thuisbasis van het Roemeense 572e Helikopter Squadron, en sedert 2013 ook van het US Army Area Support Group Black Sea (7e Leger. In 2024 zijn werken gestart om van de basis van wat uiteindelijk de grootste Europese militaire basis van de NAVO-alliantie zal worden. Het project van 2,7 miljard dollar zal de luchtmachtbasis uitbreiden tot bijna 30 km2, en onderdak bieden aan ongeveer 10.000 NAVO-personeelsleden en hun gezinnen.
Volgens de Zwitserse onderzoeker Dick Marty, heeft de CIA op deze vliegbasis waarschijnlijk gevangenen ondervraagd die verdacht werden van terrorisme.